# 鄭博宇 (1986年)
鄭博宇（1986年—2023年），生於台北市，中國國民黨黨員，曾任海峽兩岸青年交流協會執行長，海峽兩岸公共事務協會北京首席代表，臺灣同胞聯誼會北京分會理事，為1949年中華人民共和國成立後，第一位領取北京市港澳台居民居住證的台灣居民。

## 生平
鄭博宇為國立臺北科技大學工管系工學士，國立中山大學公共事務管理研究所管理學碩士。
大學時代開始參與兩岸交流事務，2009年首度赴北京參與台灣學生文化研習營。在中山大學就讀期間，與在台陸生共同發起學生社團，台灣中山陸生發展社。也曾擔任立委黃柏霖助理。
於2015年赴北京參與海峽論壇，決定放棄中山大學博士班學業，至北京中關村工作。在一間台灣企業工作兩個月後，於同年10月進入首鋼集團北京創業公社，曾任首鋼集團創業公社港澳台及國際事業部總經理，主要工作為推動台灣青年至中國大陸工作，協助台灣創業團隊在中國大陸建立事業，並作為海峽兩岸進行交流的窗口。
2016年，進入海峽兩岸青年交流協會，任執行長，負責組織台灣大學生至中國大陸參訪的交流團，並以此在各大學中建立學生組織，吸引對於中國大陸有興趣的學生加入。同年在第八屆海峽論壇中，作為台灣青年代表，獲得全國政協主席俞正聲的接見。
2017年，參與第二十屆京台科技論壇，其主持的北京創業公社為中共北京市委書記蔡奇指定參訪的績優單位。國台辦副主任鄭柵潔也前往考察。
2018年，成為北京市首位港澳台居民居住證領證代表，領取第一張在北京的台灣人居住證。2019年，獲北京「五四青年獎章」，為首位台籍獲得者。
2020年，因任職上海東方衛視的記者張經義具有中華民國國籍，遭陸委會調查，鄭博宇在中國大陸聲援張經義，遭民眾檢舉他任職於中國大陸方面的國企，違反《兩岸人民關係條例》，鄭博宇也遭到調查。首鋼聲稱與鄭博宇的工作合約到期，未續約，鄭博宇在同年年底離開首鋼集團。
2021年，與范姜鋒共同發起中國海峽研究院，理事長雷希穎是中華全國青年聯合會委員，執行長為「兩岸青年」微信公眾號創始⼈羅鼎鈞。鄭博宇宣稱這是純民間組織，外界質疑為統戰組織，背後為中國共青團支持。
COVID-19疫情期間，在大陸串連台籍青年，進行政治活動。2023年，因不明突發疾病，在北京病逝。